# Philippe Katerine
Philippe Katerine, pseudonimo di Philippe Blanchard (Thouars, 8 dicembre 1968), è un cantante e attore francese.

## Biografia
Nato l'8 dicembre 1968 a Thouars, Blanchard è cresciuto a Chantonnay, in Vandea, in una famiglia cattolica. Ha esordito nel mondo dello spettacolo come cantante incidendo un album nel 1990. Come attore è noto soprattutto per aver lavorato accanto a Juliette Binoche e Gérard Depardieu nel film L'amore secondo Isabelle.

## Discografia
- 1991 - Les mariages chinois
- 1993 - Les mariages chinois et la relecture
- 1994 - L'éducation anglaise
- 1996 - Mes mauvaises fréquentations
- 1999 - Les Créatures
- 1999 - L'homme à trois mains
- 2002 - 8ème ciel
- 2005 - Robots après tout
- 2010 - Philippe Katerine

## Filmografia parziale

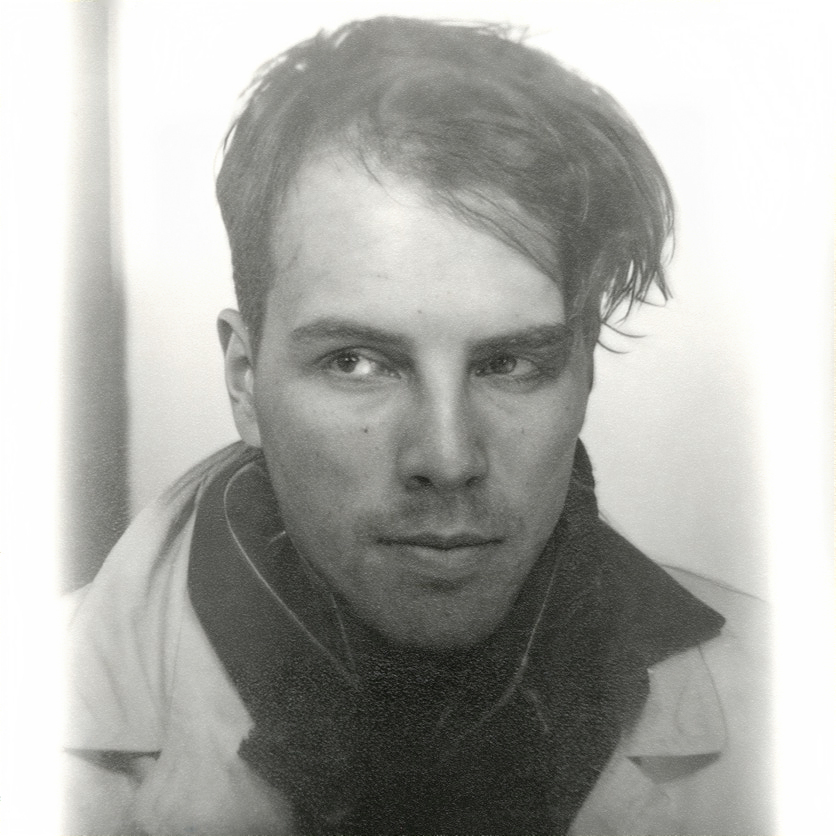
Philippe Katerine nel 1990

- The Truth About Charlie, regia di Jonathan Demme (2002)
- Chris Dangoisse, regia di Olivier Babinet e Bertrand Mandico (2003)
- Un homme, un vrai, regia di Arnaud e Jean-Marie Larrieu (2003)
- Peau de cochon, regia di Philippe Katerine (2005)
- Les Invisibles, regia di Thierry Jousse (2005)
- Incontri d'amore (Peindre ou faire l'amour), regia di Arnaud e Jean-Marie Larrieu (2005)
- Louise-Michel, regia di Gustave de Kervern e Benoît Delépine (2008)
- Gainsbourg (vie héroïque), regia di Joann Sfar (2010)
- La Tour de contrôle infernale, regia di Èric Judor (2016)
- L'amore secondo Isabelle (Un beau soleil intérieur), regia di Claire Denis (2017)
- 7 uomini a mollo (Le Grand Bain), regia di Gilles Lellouche (2018)
- Il mondo è tuo (Le monde est à toi), regia di Romain Gavras (2018)
- Tutti pazzi per Yves (Yves), regia di Benoît Forgeard (2019)
- Notre dame, regia di Valérie Donzelli (2019)
- Le Lion - Il colpo del leone (Le Lion), regia di Ludovic Colbeau-Justin (2020)
- Un uomo felice (Un homme heureux), regia di Tristan Séguéla (2023)
- Le ladre (Voleuses), regia di Mélanie Laurent (2023)

## Doppiatori italiani
Nelle versioni in italiano dei suoi film, Philippe Katerine è stato doppiato da:
- Oreste Baldini in 7 uomini a mollo, L'ultimo giorno sulla Terra
- Andrea Lavagnino in Un uomo felice, Le ladre
- Michele D'Anca in Incontri d'amore
- Mino Caprio in L'amore secondo Isabelle
- Luigi Rosa in Le Lion - Il colpo del leone